# Westbalkan-Konferenz
Die Westbalkan-Konferenz (offiziell: Konferenz zum Westlichen Balkan) ist eine seit 2013 jährlich im Rahmen des Berliner Prozesses stattfindende Konferenz. Im Bereich des Westbalkans liegen die Staaten, die als nächste der Europäischen Union beitreten möchten; er hat für die EU-Erweiterungspolitik somit besondere Bedeutung. Eingeladen werden die Staats- und Regierungschefs, die Außen- und Wirtschaftsminister Albaniens, Kosovos, Bosnien und Herzegowinas, Serbiens, Nordmazedoniens und Montenegros, des jeweils ausrichtenden Gastgeberlandes und Vertreter der EU.
Schon 2003 hatte es einen Westbalkan-Gipfel in Porto Carras in Griechenland gegeben, der im Versprechen von Thessaloniki zur „vorbehaltlosen Unterstützung der westlichen Balkanstaaten in ihrer europäischen Ausrichtung“ endete.

## Geschichte
Als Gründerin der diplomatischen Initiative, die auch als Berliner Prozess bezeichnet wird, gilt die deutsche Kanzlerin Angela Merkel. Ziel ist es, die sechs Westbalkanländer Albanien, Bosnien und Herzegowina, Kosovo, Montenegro, Nordmazedonien und Serbien auf dem Weg in die Europäische Union zu unterstützen. Als konkrete Maßnahmen auf diesem Weg wurde etwa an der Pariser Konferenz 2016 die Gründung des Regional Youth Cooperation Office (RYCO) mit Sitz in der albanischen Hauptstadt Tirana beschlossen, das den Austausch und die Vernetzung von Jugendlichen auf dem Westbalkan fördern soll. Dazu kommt die Unterstützung von Infrastrukturprojekten. Von 2015 bis 2019 wurden 700 Millionen Euro in den Straßenbau investiert und weitere 2,4 Milliarden Euro als Darlehen vergeben.
Als einer der Hintergründe der Initiative ist auch das zunehmende Engagement Chinas auf dem Balkan zu sehen, das 2012 die China-Mittel-Ost-Europa-Gipfel ins Leben gerufen hat und seither gezielt auf dem Balkan investiert. So werden – auch im Kontext mit der „Neuen Seidenstraße“ – allein in Serbien rund 10 Milliarden Euro in Infrastrukturprojekte und Unternehmensanteile investiert. Damit soll nicht zuletzt der bereits 2009 von China erworbene griechische Hafen von Piräus noch besser an das europäische Bahnnetz angeschlossen werden und der Handel mit China gefördert werden. Der milliardenschwere Ausbau der Bahnstrecke Budapest–Belgrad–Skopje–Athen gilt als langfristiges Leuchtturmprojekt der chinesischen Initiative auf dem Balkan und fordert damit das Infrastrukturprogramm der EU, Transeuropäische Netze, direkt heraus.
Der Berliner Prozess war eigentlich nur bis 2018 anberaumt, wird aber aufgrund des Interesses der teilnehmenden Staaten weitergeführt. Im Juni 2022 unternahm der deutsche Bundeskanzler Olaf Scholz eine zweitägige Reise durch fünf Staaten, vier des Westbalkan und Bulgarien, um den Berliner Prozess wieder „in Gang zu kriegen“.

## Konferenzen

### November 2013 – Wien (Frontex Westbalkan-Konferenz)
Die Europäische Agentur für die operative Zusammenarbeit an den Außengrenzen der Mitgliedstaaten der Europäischen Union Frontex organisierte 2013 in Wien eine Konferenz, um Problemfelder im Migrationsmanagement am Balkan zu diskutieren. Am 13. und 14. November 2013 trafen sich im österreichischen Innenministerium Vertreter internationaler Organisationen, der Westbalkan-Staaten, der Europäischen Kommission sowie weiterer EU-Mitgliedstaaten, um die weitere Vorgehensweise im Raum zu diskutieren.
Teilnehmer:
- Europäische Union (vertreten durch die Europäische Kommission)
- EU-Mitglieder: Bulgarien, Dänemark, Deutschland, Estland, Frankreich, Griechenland, Vereinigtes Königreich, Italien, Kroatien, Polen, Schweden, Slowakei, Slowenien, Tschechien, Ungarn, sowie der Gastgeber Österreich
- EU-Beitrittswerber: Albanien (EU-Beitrittsverhandlungen seit 2009), Bosnien und Herzegowina (Stabilisierungs- und Assoziierungsabkommen seit 2000), Kosovo (Beitrittsperspektive), Mazedonien (EU-Beitrittskandidat, SAA seit 2000), Montenegro (EU-Beitrittsverhandlungen seit 2009)
- UN-/EU-Organisationen: UNHCR, IOM, ICMPD,[5] UNODC, EULEX, EUROPOL, MARRI,[6] DCAF.

Während in der Flüchtlingskrise in Europa lange der westliche Mittelmeerraum im Fokus der Maßnahmen gestanden hatte, trat nun die Balkanroute in die Aufmerksamkeit. Schon 2010/11 hatte die Frontex die RABIT/Poseidon-Operation an der griechisch-türkischen Grenze durchgeführt. Durch den Arabischen Frühling in Ägypten und in Libyen 2011, ohne dass sich dort ein stabiles Staatswesen etabliert hätte, verlagerte sich die Immigration zunehmend nach Griechenland. Dazu kamen der Bürgerkrieg und der IS-Konflikt in Syrien. Die Flüchtlingsströme von dort und aus Zentralasien hatten sich seit der Errichtung der Grenzzäune an der griechisch-türkischen und bulgarisch-türkischen Grenze vom Ostbalkan in die Ägäis und über den Westbalkan verlagert. Es folgten 2012/13 die Operationen Aspida und Poseidon Land/Sea im Raum Griechenland und ab Juli 2013 Neptune in Ungarn und Kroatien.

### Juni 2014 – Wien
Im Rahmen einer internationalen Konferenz wurde die Westbalkan-Konferenz am 3. Juni 2014 wiederholt.
Teilnehmer:
- Europäische Union (vertreten durch EU-Erweiterungskommissar Stefan Füle)
- EU-Mitglieder: Bulgarien, Griechenland, Italien, Kroatien, Polen, Rumänien, Slowakei, Slowenien, Tschechien, Ungarn sowie Österreich als Gastgeber
- EU-Beitrittswerber: Albanien, Bosnien-Herzegowina, Kosovo, Mazedonien, Montenegro, Serbien (EU-Beitrittsverhandlungen seit 2014)
- Interessenten: Belarus, Moldau, Ukraine

Die Konferenz war ein reines Außenministertreffen mit Beteiligung anderer hochrangiger Vertreter. Flankierend versammelte sich am 2. Juni auch die Zentraleuropäische Initiative (ZEI, 25-jähriges Jubiläum unter österreichischem Vorsitz).
Neben den Beratungen zur Lage am Balkan wurde von sechs EU-Teilnehmern ein Brief an die anderen EU-Länder verfasst, der die Verleihung des Kandidatenstatus an Albanien forderte, nachdem sich vor allem Deutschland, Großbritannien und Dänemark im Dezember 2013 dagegen ausgesprochen hatten. Die Teilnahme Serbiens an einem Treffen, bei dem auch der Kosovo vertreten ist, wurde als Fortschritt der Annäherung gesehen.

### August 2014 – Berlin
Die nächste Konferenz fand am 28. August 2014 in Berlin statt, wo Deutschland die Balkanstaaten empfing. Sie gilt als die 1. EU-Westbalkan-Konferenz im engeren Sinne.
Teilnehmer:
- Europäische Union
- EU-Mitglieder: Slowenien, Kroatien, Deutschland als Gastgeber
- EU-Beitrittswerber: Albanien (EU-Beitrittsverhandlungen seit Juni 2014), Bosnien und Herzegowina, Kosovo, Mazedonien, Montenegro, Serbien

Jean-Claude Juncker und Angela Merkel hatten schon 2012 Bemerkungen gemacht, die so aufgefasst wurden, dass nach dem EU-Beitritt Kroatiens keine weiteren Bemühungen in Richtung des Beitritts der restlichen Balkanstaaten unternommen werden sollten, was dort gewisse Irritationen hervorrief, wie auch die deutsche Ablehnung der Bestrebungen Albaniens. Sigmar Gabriel erneuerte das Versprechen von Thessaloniki, indem er die Europäische Perspektive der Teilnehmerländer betonte: „Die Zukunft des Balkans liegt in Europa.“ José Manuel Barroso, der Präsident der Kommission, und Angela Merkel wiesen auf den benötigten Reformwillen der Länder hin. Barroso sagte der Region jedoch für den Zeitraum von 2014 bis 2020 weitere finanzielle Unterstützung in Höhe von 12 Milliarden Euro zu. Als diplomatischer Erfolg der Annäherung galt die Teilnahme Serbiens auf höchster Ebene, obwohl der Kosovo ebenfalls erschienen war. Mit der Konferenz wollte die EU auch während der Krise in der Ukraine ihren Einfluss auf die Balkanregion gegenüber Russland geltend machen.
Die von Merkel gemeinsam mit der Kommission und einigen anderen EU-Regierungen formulierten Maßnahmen praktischer Zusammenarbeit, etwa in Infrastrukturausbau oder Jugendarbeit, wurden als Berliner Prozess bekannt.

### August 2015 – Wien

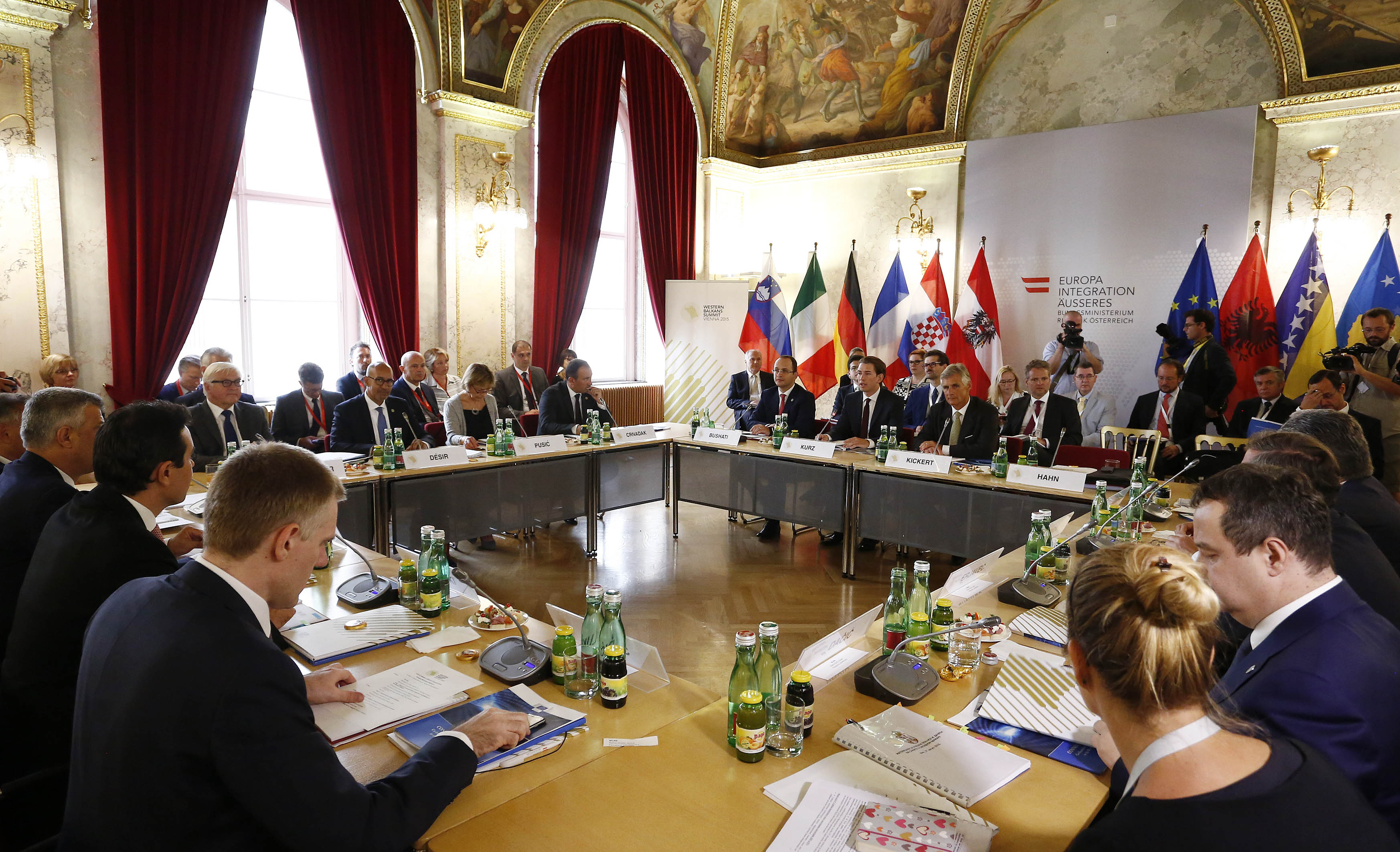
Eröffnung der Konferenz im Jahr 2015

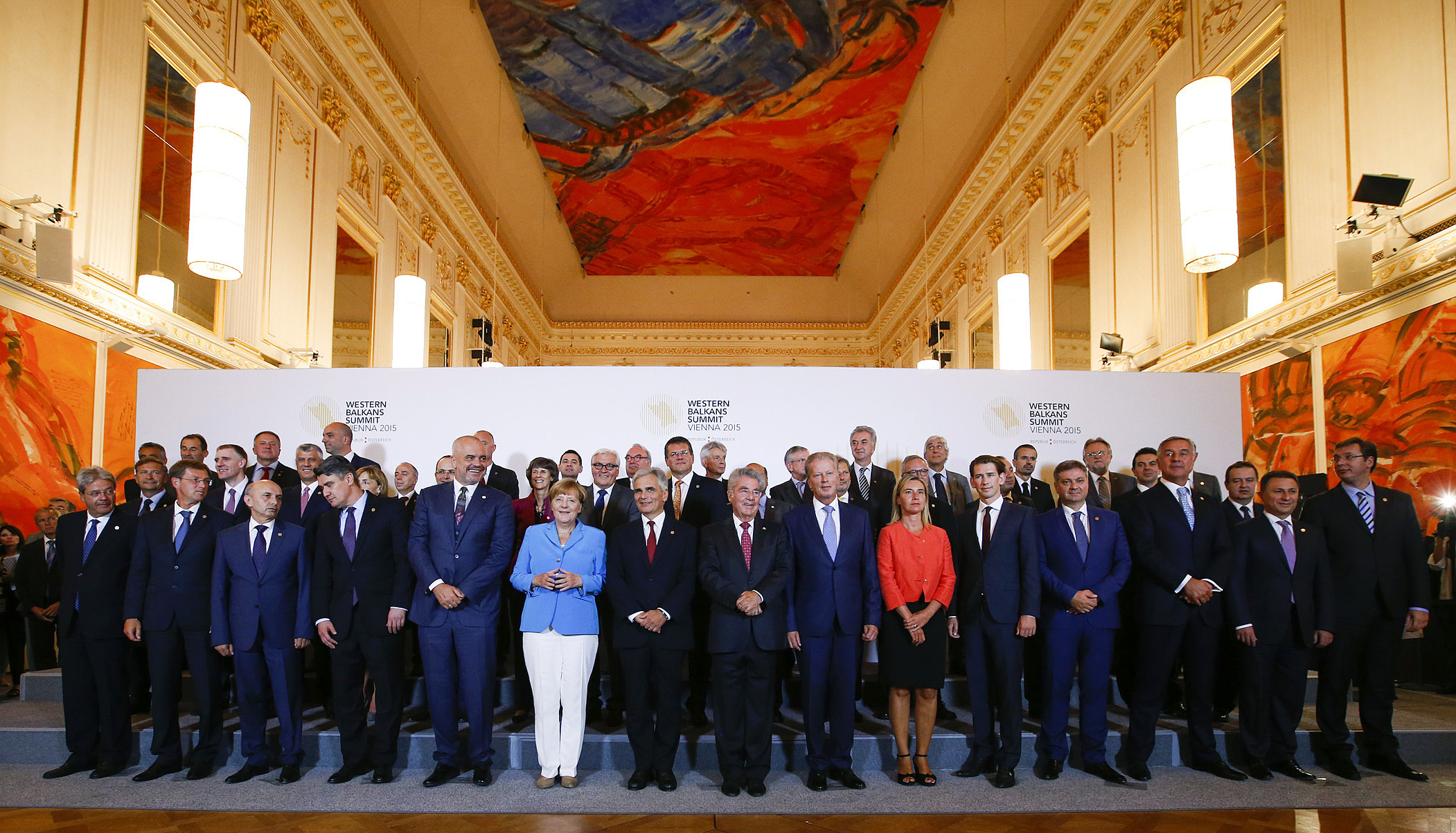
Gruppenfoto am 27. August 2015

Werner Faymann hatte am 28. August 2015 für das Jahr 2015 nach Österreich zu einer Folgekonferenz (2. EU-Westbalkan-Konferenz) eingeladen; diese war ursprünglich in Salzburg geplant, wurde aber nach Wien verlegt.
Teilnehmer:
- Europäische Union (vertreten durch die EU-Außenbeauftragte)
- EU-Mitglieder: Deutschland, Österreich als Gastgeber
- EU-Beitrittswerber: Albanien, Bosnien und Herzegowina, Kosovo, Mazedonien, Montenegro, Serbien

Es gab eine Ministerpräsidenten-Konferenz. Parallel dazu tagten die Außen- und die Wirtschaftsminister. Geladen waren auch nichtstaatliche Organisationen.
Die Konferenz am 27. August 2015 stand ganz im Zeichen der Tagespolitik der eskalierenden Lage der europäischen Flüchtlingsproblematik auf der Balkanroute. Griechenland, das allein bis Jahresmitte 2015 100.000 Asylanträge zu bewältigen hatte, ist nicht zuletzt wegen der langwierigen Wirtschaftskrise völlig überfordert. Insgesamt hatten im ersten Halbjahr 2015 schon an die 80.000 Menschen die Balkanroute passiert. Ungarn, das wegen seiner unkontrollierten Transmigration nach Österreich, Deutschland und Schweden – den Hauptzielen in der inneren EU – immer wieder in der Kritik steht, errichtete im Laufe des Sommers einen Grenzzaun zu Serbien. Im August erreichten die Flüchtlingszahlen an den jeweiligen Grenzen aller Transitländer bis 3.000 Menschen täglich. Montenegro rief Ende 2015 den Notstand aus. In Ungarn gab es massive Polizeieinsätze gegen Flüchtlinge, die sich einer Registrierung verweigerten. In Österreich war das Erstaufnahmezentrum Traiskirchen völlig überfüllt. Wegen der Hitzewelle herrschten vom Nahen Osten bis Mitteleuropa auf der gesamten Route teils katastrophale Zustände. In Deutschland war es 2015 zu etlichen Anschlägen auf Asylbewerberheime gekommen. Die EU hatte es bisher nicht geschafft, sich auf einen Verteilungsschlüssel für alle Mitgliedstaaten zu einigen. Angesichts dieser europaweiten humanitären Missstände wurde in Wien eine gemeinsame Vorgehensweise besprochen.
Wie schon vorab geplant, wurde ein Energie-, Straßen- und Bahninfrastruktur-Paket in Höhe von 600 Mio. Euro beschlossen. Dazu gehören die Autobahn von Niš über Prishtina nach Durrës an der albanischen Küste, ein vorrangiges Ausbauziel der paneuropäischen Verkehrskorridore, und die Modernisierung der Bahnstrecke Belgrad–Sarajevo. Außerdem bekräftigten Österreich und Deutschland ihre Forderung nach einem gemeinsamen Vorgehen der EU in Flüchtlingsfragen.
Wichtigste politische Errungenschaft war eine Deklaration der Vertreter der Westbalkanstaaten, sich auf dem Weg in die EU nicht gegenseitig zu blockieren. Dies war besonders für die Verhandlungen mit Serbien ein diplomatischer Erfolg. Im Zuge des Gipfels wurde beispielsweise ein Abkommen zwischen Serbien und dem Kosovo zum Verband serbischer Gemeinden im Nordkosovo geschlossen. Zu Vorbehalten mit EU-Ländern wie dem Streit Mazedoniens mit Griechenland um seinen Landesnamen wurde ein EU-Koordinator für offene bilateralen Konflikte angeregt. Im Vorfeld konnte auch der Grenzstreit zwischen Bosnien-Herzegowina und Montenegro um Sutorina mit einem endgültigen Grenzvertrag bereinigt werden. Auch ein kleinerer Streit zwischen Montenegro und dem Kosovo konnte vertraglich ausgeräumt werden.
Überschattet wurde die Konferenz vom Auffinden eines LKW mit über 70 toten Flüchtlingen unweit von Wien, ein Ereignis, das später als der Markstein galt, dass die in Mitteleuropa so lange ignorierte Krise, die sich ab 2011 sukzessive aufgebaut hatte, nun auch hier „angekommen“ sei.
Am 8. Oktober folgte dann eine Konferenz auf EU-Ebene über die östliche Mittelmeer- und die Westbalkan-Route. Sie kam aber über Absichtserklärungen nicht hinaus.

### Februar 2016 – Wien
Diese Konferenz fand am 24. Februar 2016 statt und stand wiederum im Zeichen der europaweiten Flüchtlingskrise seit 2015. Das Motto der Konferenz lautete: „Managing Migration Together“ (‚Einwanderung gemeinsam bewältigen‘). Die Westbalkanstaaten stimmten bei dieser Konferenz die weitere Vorgehensweise in der Flüchtlingsfrage ab.
Teilnehmerstaaten waren, vertreten durch die Innen- und Außenminister:
- EU-Mitglieder: Bulgarien, Kroatien und Slowenien, Österreich als Gastgeber
- EU-Beitrittswerber: Albanien, Bosnien und Herzegowina, Kosovo, Mazedonien, Montenegro, Serbien

Zentral ging es um eine Kontrolle der Migrantenströme. Grenzzäune gab es auf der Balkanroute Ende Februar 2016 an der ungarisch-serbischen/kroatischen Grenze, an der slowenisch-kroatischen Grenze und an der griechisch-nordmazedonischen Grenze. Die Migrationszahlen in den auf der Balkanroute gelegenen Staaten sanken im Winter 2015/16 zwar etwas, blieben aber dennoch hoch und ein baldiges Erreichen der Herbstzustände von 2015 war absehbar. Österreich, das nicht mehr auf eine gemeinsame EU-Lösung hoffte, sondern Sofortmaßnahmen anstrebte, hatte im Januar 2016 eine tägliche Asylantrags-Obergrenze von 80 Anträgen beschlossen und ein maximales Tagenskontingent von 3.200 Flüchtlingen für den Transit nach Deutschland als Richtwert benannt. EU-Migrationskommissar Dimitris Avramopoulos hatte noch vor der Konferenz seine Kritik an der österreichischen Flüchtlings-Obergrenze bekräftigt, die er mit dem EU-Recht für nicht kompatibel erachtete. Menschenrechtsorganisationen warnten im Vorfeld vor weiteren humanitären Katastrophen.
Nicht geladen waren Deutschland, Griechenland und Vertreter der Europäischen Union. Alle drei reagierten auf die Konferenz selbst und die gefassten Beschlüsse verstimmt. Vonseiten Griechenlands wurde von einer „einseitigen und keineswegs freundschaftlichen Aktion“ gesprochen, die dazu führte, dass die griechische Botschafterin aus Wien abberufen wurde – eine in der Diplomatie schon sehr heftige Verstimmung.  Serbiens Innenminister Nebojasa Stefanovic wies darauf hin, dass er Lösungen in der Flüchtlingskrise ohne Einschluss Griechenlands für unmöglich hält.
Im Rahmen der Konferenz wurde kritisiert, dass im Ergebnis gesamteuropäischer Politik bisher weder die gesamteuropäische Verteilung der Migranten noch die Sicherung der EU-Außengrenzen durch Griechenland sichergestellt worden war.
Im Ergebnis der Konferenz wurde die weitere bilaterale Entsendung von Polizeikontingenten zur Unterstützung in besonders stark betroffenen Grenzgebieten vereinbart. Außerdem sollen die Kriterien für die Zurückweisung von Flüchtlingen und deren Registrierung vereinheitlicht werden.
Dass mit den Maßnahmen – entgegen den Vorstellungen Deutschlands, das die Flüchtlingsfrage unter anderem durch Zahlungen an die Türkei lösen wollte – die humanitären Probleme voll auf das nach der Dublin-III-Verordnung zuständige, aber völlig überforderte Griechenland abgewälzt wurden, war allen Beteiligten klar. Standpunkt der österreichischen Regierung war, dass eine gesamteuropäische Lösung zwar wünschenswert, jedoch nicht absehbar wäre, und Österreich auf eine nationale, regional mit den betroffenen Ländern abgestimmte Lösung setze. Innenministerin Johanna Mikl-Leitner sprach von einer „gewünschten Kettenreaktion der Vernunft“. Diese solle das im September von Deutschland de facto außer Kraft gesetzte Schengener Abkommen bzw. des Schengener Grenzkodex durch Prüfung direkt an der Grenze wieder in Kraft setzen und so die EU über nationale Maßnahmen zu einer schnelleren gemeinsamen Lösung zwingen.
Ereignisse auf der Balkanroute nach der Konferenz:

Kurz nach der Konferenz kam es an der griechisch-mazedonischen Grenze zu Tränengaseinsätzen gegen Migranten, die begonnen hatten, den Grenzzaun zu durchbrechen. Zwei Tage später, am 26. Februar 2016, führte auch Slowenien in Abstimmung mit den Polizeichefs der Länder entlang der Balkanroute, dem Beispiel Österreichs folgend, eine Obergrenze für die Einreise von Flüchtlingen ein. Täglich wurde ab diesem Zeitpunkt nur noch ca. 580 Flüchtenden die Durchreise erlaubt, um eine kontrollierte Einreise von Asylsuchenden in die EU entsprechend den Schengen-Regeln sicherzustellen.
Nordmazedonien ließ ab 2. März pro Tag nur noch maximal 250 Syrer und Iraker mit vollständigen Personaldokumenten die griechisch-mazedonische Grenze bei Idomeni passieren. Seit dem 9. März 2016 dürfen nur noch Personen mit gültigen Reisepässen und Visa die Grenze überschreiten. Slowenien, Serbien und Kroatien lassen nur noch Flüchtlinge einreisen, die in den jeweiligen Ländern selbst Asyl beantragen möchten.
In Griechenland sammelten sich wegen der abgeriegelten Balkanroute Ende Februar 2016 rund 20.000 Menschen. Täglich kamen weitere aus der Türkei hinzu. Das am Grenzübergang nach Mazedonien gelegene Auffanglager bei Idomeni nahm Mitte März 2016 zwischen 12.000 und 14.000 Personen auf.
Trotz anfänglicher Kritik wurde auch von der EU bereits knapp drei Wochen nach der Konferenz die dadurch erreichte Sperre der Balkanroute offiziell anerkannt. Kurz darauf wurde das EU-Türkei-Abkommen vom 18. März 2016 geschlossen, das die Flüchtlingsströme schon außerhalb der EU eindämmen sollte. Allerdings konnte hier nur kurzzeitig eine Entlastung geschaffen werden, bereits im September 2016 begann der Migrationsstrom nach Griechenland wieder zu steigen.

### Juli 2016 – Paris
Die 3. Westbalkan-Konferenz fand am 4. Juli 2016 in Paris statt. Sie stand unter dem Eindruck des Referendums über den Verbleib des Vereinigten Königreichs in der Europäischen Union (Brexit) vom Juni stand, und dem Eindruck einer allgemeinen „Erweiterungsmüdigkeit“ der EU.
Teilnehmer:
- EU-Mitglieder: Deutschland, Italien, Kroatien, Österreich und Slowenien sowie Frankreich als Gastgeber[50]
- EU-Beitrittswerber: Albanien, Bosnien und Herzegowina, Kosovo, Mazedonien, Montenegro, Serbien

Konkrete Ziele waren die Ankoppelung der Region an europäische Energiestränge sowie die Schaffung eines regionalen Jugendwerks nach deutsch-französischem Vorbild, dem Regional Youth Cooperation Office (RYCO).

### Juli 2017 – Triest
Im Juli 2017 fand in Triest die 4. Westbalkan-Konferenz statt. Ziel des Treffens war eine Vernetzung der Bereiche Infrastruktur, Verkehr und Energie sowie eine verbesserte Wirtschaftskooperation in der Region.
Teilnehmer:
- Europäische Union
- EU-Mitglieder: Deutschland, Frankreich, Österreich sowie Italien als Gastgeber[52]
- EU-Beitrittswerber: Albanien, Bosnien und Herzegowina, Kosovo, Mazedonien, Montenegro und Serbien[53]

Zentraler Erfolg war ein Aktionsplan zur Entwicklung eines regionalen Wirtschaftsraums (Western Balkans Regional Economic Area). Außerdem wurden 700 Mio. € Förderungen vereinbart (194 Mio. € Zuschüsse als Konnektivitätspaket, 500 Mio. € Mobilisierung von Investitionen für regionale Projekte). Diese Maßnahmen steht in Verbindung mit den zunehmenden Investitionen Chinas im Raum.

### Mai 2018 – Sofia
In Bulgarien fand am 17. Mai 2018 ein Treffen der Staats- und Regierungschefs der EU-Mitgliedstaaten und der Führungsspitzen der Westbalkan-Länder statt. Hier wurde die im Februar von der Europäischen Kommission vorgelegte Strategie für eine glaubwürdige Erweiterungsperspektive für und ein verstärktes Engagement der EU gegenüber dem westlichen Balkan. Hier wurde nochmals betont, „dass die Tür der EU für weitere Beitritte offensteht, wenn – und nur unter dieser Voraussetzung – die einzelnen Länder die Beitrittskriterien erfüllen,“ und sechs neue Leitinitiativen und einige spezifische Maßnahmen formuliert. Das Treffen verabschiedete einhellig die Erklärung von Sofia, in der die gemeinsamen Interessen (wie Grundwerte und aktuelle Problemfelder) bekräftigt wurden.

### Juli 2018 – London
Am 10. Juli 2018 fand die 5. Westbalkan-Konferenz in London statt. Auch hier wurden wiederum die Inhalte der EU-Westbalkanstrategie und der Erklärung von Sofia bekräftigt.

### April 2019 – Berlin
29. April 2019 luden Angela Merkel und Emmanuel Macron die Staats- und Regierungschefs aus Bosnien- und Herzegowina, Kroatien, Kosovo, Montenegro, Serbien und Slowenien nach Berlin. Bei diesem „Mini-Gipfel“ genannten Treffen ging es Konkret um Lösungen im Konflikt zwischen Serbien und dem Kosovo.
Aktuelle vorausgegangene Streitfälle waren, dass Serbien die Aufnahme des Kosovo in internationale Organisationen wie die UNESCO und Interpol verhindert hatte, woraufhin der Kosovo Strafzölle auf serbische Waren eingeführt hatte. Außerdem hatte Serbiens Staatschef Aleksandar Vučić einen Gebietstausch in Diskussion gebracht, was Hashim Thaci, Präsident des Kosovo, vehement ablehnte.
Diese Konferenz konnte nur Absichtserklärungen beiden Staaten, sich unter Vermittlung der EU wieder „konstruktiv“ in den Dialog einbringen, erzielen. Ein für den 1. Juli in Paris geplantes hochrangiges Treffen wurde ebenfalls vertagt.

### Juli 2019 – Posen
2019 fand die 6. Westbalkan-Konferenz von 4. bis 5. Juli im polnischen Posen statt. Nach dem weitgehenden Scheitern der vorausgehenden Berliner Konferenz wurde hauptsächlich der Berlin-Prozess, der für 2014–2018 vorgesehen war, evaluiert, und seine Verlängerung bekräftigt. Neben den sechs Westbalkan-Staaten nahmen auch die EU-Mitglieder Bulgarien, Deutschland, Frankreich, Griechenland, Italien, Kroatien, Österreich, Polen, Slowenien und das Vereinigte Königreich an der Konferenz teil. Von Seiten der EU nahmen die EU-Außenbeauftragte Federica Mogherini sowie die EU-Kommissare Johannes Hahn und Violeta Bulc an der Konferenz teil.

### Juli 2020 – virtuell
Im Juli 2020 sollte die 7. Westbalkan-Konferenz von Bulgarien und Nordmazedonien gemeinsam abgehalten werden. Bereits von 5. bis 7. Mai 2020 sollte als Höhepunkt des kroatischen EU-Ratsvorsitzes ein Westbalkan-Gipfel in Zagreb abgehalten werden. Aufgrund der COVID-19-Pandemie wurde das Treffen auf eine Videokonferenz am 6. Mai beschränkt.

### Oktober 2021 – Brdo pri Kranju
2021 fand die Westbalkan-Konferenz am 6. Oktober im slowenischen Brdo pri Kranju statt.

### Juni 2022 – Brüssel
Die erste Westbalkan-Konferenz im Jahr 2022 fand am 23. Juni im Vorfeld der Juni-Tagung des Europäischen Rates in Brüssel statt.

### November 2022 – Berlin
Ein weiteres Treffen fand am 3. November in Berlin statt. Die Vertreter der Westbalkan-Staaten unterzeichneten in Anwesenheit von Bundeskanzler Olaf Scholz und der EU-Spitze drei Abkommen über die gegenseitige Anerkennung von Personalausweisen, Universitäts- und Berufsabschlüssen. Scholz bekräftigte sie in ihren Bestrebungen zum EU-Beitritt und in engerer wirtschaftlicher Zusammenarbeit. Die Vertragsunterzeichnung wird von der EU aber nicht in der Liste der Westbalkan-Konferenzen aufgeführt.

### Dezember 2022 – Tirana

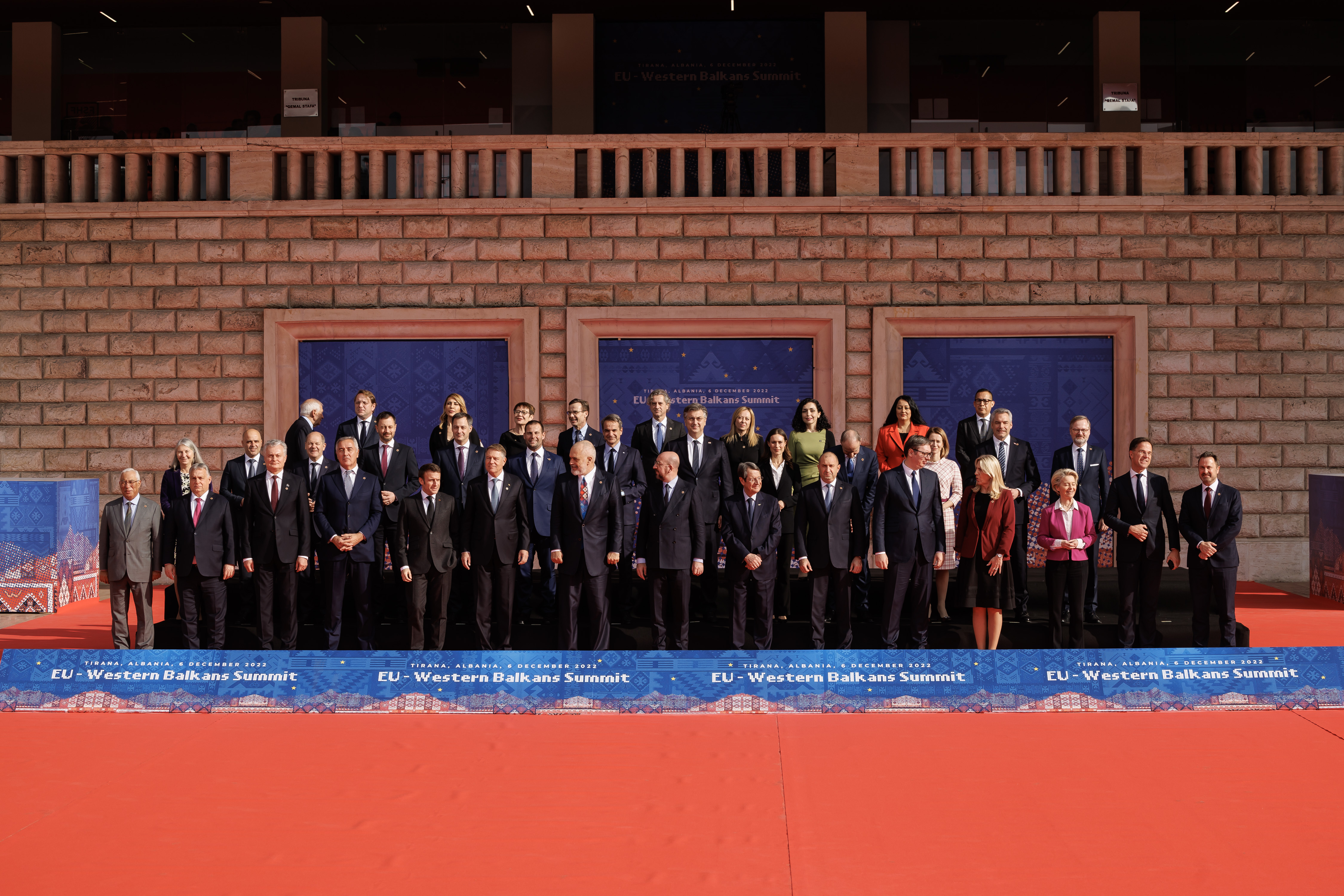
Gruppenbild der Teilnehmer an der Konferenz in Tirana (2022)

Am 6. Dezember 2022 fand in Tirana, Albanien, eine Westbalkan-Konferenz erstmals in einem der Länder des Westbalkans statt. Neben Vertretern aus den Staaten des Westbalkans sind Regierungschefs oder Präsidenten aus fast allen EU-Mitgliedsstaaten nach Albanien gereist. Die Staaten haben während der Konferenz eine 33 Punkte umfassende Deklaration verabschiedet. Die wichtigsten Punkte der „Tirana Declaration“ umfassen:
- die Bedeutung der Partnerschaft zwischen der EU und den Staaten des Westbalkans angesichts der Bedrohung durch den russischen Überfall auf die Ukraine;
- die Bestätigung der EU zur Aufnahme der Staaten des Westbalkans und die Absicht, die Region schon vor der Mitgliedschaft stärker zu integrieren;
- die Bedeutung europäischer Werte und Prinzipien und des internationalen Rechts;
- den Aufruf, die außenpolitische Haltung der EU und die Sanktionen gegen Russland zu unterstützen;
- den Wunsch der EU, dass im Westbalkan ihre Rolle als wichtigster Handelspartner, Investor und Geldgeber mehr herausgestrichen wird;
- die Bedeutung andauernder Reformen durch die Mitgliedsstaaten und der Rechtsstaatlichkeit;
- den Aufruf zur vermehrten Zusammenarbeit und verbesserten nachbarschaftlichen Beziehungen, insbesondere zwischen Kosovo und Serbien;
- den Verweis auf die Europäische Politische Gemeinschaft;
- Migration, Sicherheit, Terrorismus, organisiertes Verbrechen und Unterbindung von ausländischer Einmischung.

Parallel drängte die EU Serbien und Kosovo zur engeren Zusammenarbeit und Anerkennung. Die kosovarische Präsidenten Vjosa Osmani erklärte im Rahmen der Konferenz, dass die Republik Kosovo bis Ende 2022 die EU-Mitgliedschaft beantragen wolle.

### Oktober 2023 – Tirana
Am 16. Oktober 2023 fand die Westbalkan-Konferenz erneut in Tirana statt.

### Dezember 2023 – Brüssel
Eine weitere Westbalkan-Konferenz im Jahr 2023 fand am 13. Dezember im Vorfeld der Dezember-Tagung des Europäischen Rates in Brüssel statt.

### Oktober 2024 – Berlin
Die Westbalkan-Konferenz im Jahr 2024 fand am 14. Oktober in Berlin statt. Es wurde eine gemeinsame Erklärung zum Aktionsplan für einen gemeinsamen regionalen Markt sowie das Mobilitätsabkommen „Access to Study“ unterzeichnet.

### Dezember 2024 – Brüssel
Eine weitere Westbalkan-Konferenz im Jahr 2024 fand am 18. Dezember im Vorfeld der Dezember-Tagung des Europäischen Rates in Brüssel statt.

## Wissenschaftskonferenzen
Seit 2015 fanden ebenfalls sechs Wissenschaftskonferenzen im Rahmen des „Westbalkan-Prozesses“ statt, die von der deutschen Nationalakademie Leopoldina organisiert worden sind. Die vorerst letzte Wissenschaftskonferenz fand 2021 online statt.